# Vishnupriya (actriz)
Vishnupriya Ramachandran Pillai  (en árabe: فيشنوبريا راماشاندران بيلاي‎, también conocida simplemente como Vishnupriyao Vishnu priya (en árabe: فيشنو بريا‎‎; 22 de febrero de 1987 (38 años) es una actriz bareiní, que vive en la India del sur, donde filma cine. También es bailarina y modelo.
Comenzó su carrera participando en un reality show de danza Vodafone Thakadimi que se emitió en Asianet. En 2007, hizo su debut como actriz a través de Speed Track,  interpretando a un personaje secundario, más tarde interpretó al personaje principal en Keralotsavam 2009, y se hizo notar por su personaje en Penpattanam, y luego pasó a desempeñar papeles principales y secundarios en varias películas. Su entrada en la industria Tamil fue a través de Naanga. En 2013, se  presentó en el show de AMMA. Y, también participó en el reality show Star Challenge en la Flowers TV.

## Biografía
Vishnupriya nació y creció en Baréin. Finalizó sus estudios en "The Indian School", Baréin, y completó una licenciatura en Administración de Empresas en el "Centro Internacional de Tecnología Birla". Participó en varios concursos y ganó el campeonato inter-escolar de Bharata Natyam durante sus días de escuela. Además de danzar, también ha hecho algunas obras de teatro.

## Filmografía
Actuación
| Año  | Filme                          | Rol                              | Idioma    | Director        |
| ---- | ------------------------------ | -------------------------------- | --------- | --------------- |
| 2007 | Speed Track                    | Smitha                           | Malayalam |                 |
| 2007 | Rathri Mazha                   | Amiga de Meera                   | Malayalam |                 |
| 2009 | Keralotsavam 2009              | Ganga                            | Malayalam | [ 5 ]           |
| 2010 | Penpattanam                    | Raji                             | Malayalam |                 |
| 2011 | Makaramanju                    | Cantante (cameo en la canción)   | Malayalam | Lenin Rajendran |
| 2011 | Naanga                         | Devi                             | Tamil     |                 |
| 2012 | Crime Story                    | Meera                            | Malayalam |                 |
| 2012 | Naughty Professor              | Ella misma (cameo en la canción) | Malayalam |                 |
| 2012 | Puthumukhangal Thevai          | -                                | Tamil     |                 |
| 2012 | Banking Hours 10 to 4          | Pooja                            | Malayalam |                 |
| 2013 | Proprietors: Kammath & Kammath | Hija de Thirumeni                | Malayalam |                 |
| 2013 | Lisammayude Veedu              | Cameo en canción                 | Malayalam |                 |
| 2013 | Police Mamman                  | Anjana                           | Malayalam |                 |
| 2014 | God's Own Country              | Lekha                            | Malayalam |                 |
| 2016 | Kadhantharam                   | Sivani                           | Malayalam |                 |

## Televisión
- Vodafone Thakadhimi (Asianet) como concursante.
- Aarppo erro ( Kairali TV) como jueza reemplazando a Shamna Kasim.
- Star challenge ( Flowers TV) como participante.